# Подолска губерния
Подолска губерния (на руски: Подольская губерния) е губерния на Руската империя, съществувала от 1796 до 1925 година. Заема основната част от днешните Виницка и Хмелницка област в Украйна, а столица е град Каменец Подолски. Към 1897 година населението ѝ е около 3,0 милиона души, главно украинци (81%), евреи (12%), руснаци (3%) и поляци (2%).
Създадена е през 1796 година на основата на Подолско войводство, завладяно от Руската империя при Третата подялба на Жечпосполита. След разпадането на Руската империя губернията е част от Украинската народна република, а след това е частично завладяна от болшевиките. През 1925 година е ликвидирана и става основа на Виницка област.